# Hanthawaddy-thaing

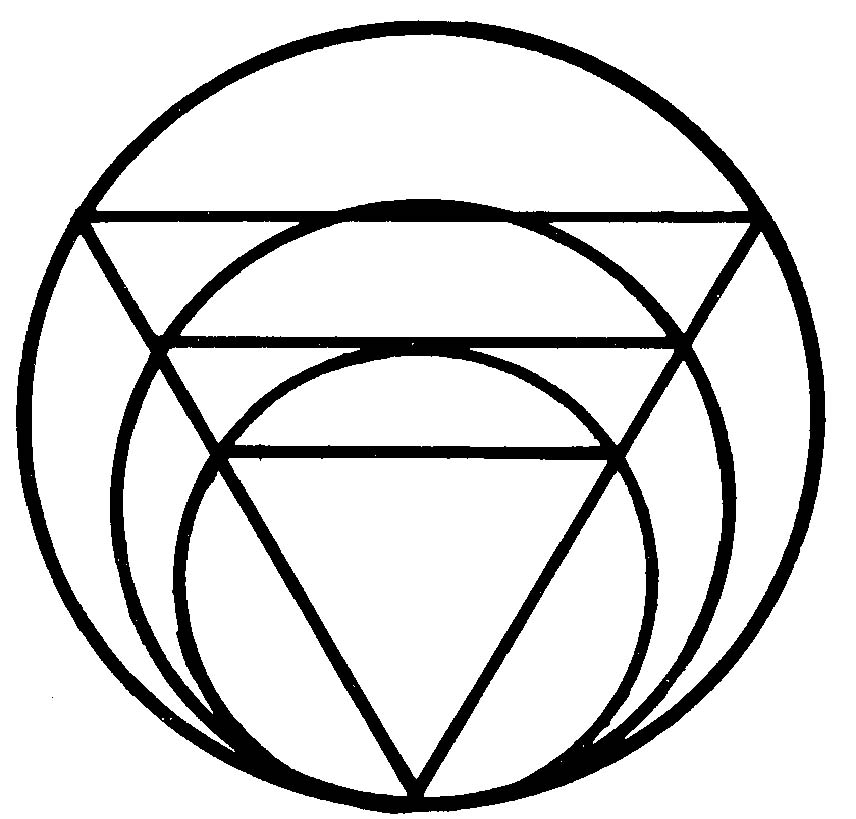
Emblème de l'« Hanthawaddy-thaing » des années 1940-50.

L’Hanthawaddy-bando-system, en français Système Martial d’Hanthawaddy ou Bando d’Hanthawaddy, est un système martial de Birmanie élaboré au lendemain de la seconde guerre mondiale, par neuf experts de thaing soucieux de sauvegarder les arts de combat birmans. Cette compilation des arts martiaux birmans, dirigée par Ba Than (Gyi) des années 1940 aux années 1960, a pris le nom d’Hanthawaddy-bando-system (Hantavadi bando system) en référence à l’Hanthawaddy-thaing du XIXe siècle. C’est la version du thaing la plus populaire en occident et celle qu'enseigne son fils, Maung Gyi, expatrié aux États-Unis depuis 1958.

## National Bando Association
Le 9 mars 1946, neuf membres survivants de la seconde guerre mondiale ayant appartenu au Military Athletic Club de Maymyo, fondent le National Bando Association (NBA.), sous la présidence du Ba Than (Gyi). Ces grands experts et enseignants de Thaing sont les suivants : 
- Yogi Abehananda, (Indien),
- C.C. Chu, (Chinois),
- A.K. Khan (Pakistanais),
- Zaw Min, (Birman),
- Guruji G. Bahadur, (Gurkha, ex-président du Military Athletic Club),
- Ba Saw, (Karen),
- Duna Daung, (Kachin),
- Mein Sa Boji, (Arakanais),
- Ba Than (Gyi), (Birman).

L'actuelle fédération en Birmanie la Myanmar Thaing Federation ne voit le jour qu'au début des années 1960.